# Hilde Radusch
Hilde Radusch (Altdamm, 6 de noviembre de 1903 - Berlín, 2 de agosto de 1994) fue una activista política alemana (KPD, SPD) que se involucró en la resistencia antifascista. A medida que avanzaba el siglo XX, se volvió cada vez más prominente como activista feminista y lesbiana.
A lo largo de su vida, Radusch llevó un diario. Sus propios escritos, a los que accedieron los investigadores después de su muerte, han proporcionado mucha información sobre su agitada vida.

## Biografía
Hilde Radusch nació en Altdamm, justo al otro lado del río desde Stettin. Cuando ella era joven su familia se mudó a Weimar, en el centro sur de Alemania. Su padre era un trabajador postal que en 1915 murió en la Primera Guerra Mundial. Él le inculcó un espíritu de independencia y determinación que hizo que la relación con su madre viuda, a veces, fuera difícil durante su adolescencia. Cuando tenía 18 años, Radusch dejó su casa y se dirigió a Berlín, donde consiguió una plaza de formación en el Instituto de Formación Pestalozzi-Fröbel. En 1922 consiguió el título en educación y cuidado infantil.
En 1922 Radusch se incorporó a las Jóvenes Comunistas. En 1924, junto con Hedwig Remmele, tomó la dirección de la recién fundada Asociación de Mujeres y Niñas Rojas de Berlín ("Roten Frauen- und Mädchenbunde"), y también escribía artículos para el periódico del movimiento, "Die Frauenwacht" ("Reloj de Mujer"). Al no encontrar oportunidades de empleo para los comunistas en el cuidado de niños, en 1923 aceptó un trabajo de telefonista en la oficina de correos. Mientras trabajaba en la oficina de correos, Radusch conoció a María, descrita por una fuente como "su primera amiga", y en algún momento los dos se mudaron juntas. Radusch continuó trabajando en la oficina de correos hasta 1930.
En 1924, se unió al Partido Comunista, y desde 1929 hasta 1932, Radusch sirvió como concejal del Partido Comunista en Berlín. En 1932 ya no figuraba como candidata comunista para las elecciones municipales, debido al impacto escandaloso de su renuencia a ocultar su vida privada lésbica.
En 1931, Radusch se unió al sindicato alternativo de trabajadores postales "especial" del Partido Comunista. Las copias de sus informes implican la creencia en Moscú de que ella podría poseer conocimientos que serían útiles para el desarrollo de un servicio postal soviético. En septiembre de 1932 viajó a la Unión Soviética como parte de una delegación del Partido Comunista Alemán, "visitando la operación postal soviética". Además de Moscú, la visita, que duró varios meses, incluyó Leningrado y Odesa. En enero de 1933, el contexto político se transformó cuando el Partido Nazi tomó el poder y convirtió a Alemania en una dictadura de partido único. La actividad política -excepto el apoyo al Partido Nazi- se volvió ilegal. A finales de febrero de 1933, el incendio del Reichstag fue inmediatamente atribuido a los comunistas, y en marzo de 1933 los identificados como comunistas comenzaron a ser arrestados. A finales de marzo de 1933, Radusch se mudó de la casa que compartía con su compañera María para proteger la posición de esta última. María todavía trabajaba en correos, lo que la convertía en una "servidora pública": pensaban que su empleo estaría en peligro si vivía en pecado con una exconcejala comunista.
Radusch regresó de la Unión Soviética en marzo de 1933, y a las 6 de la mañana del 6 de abril de 1933, las autoridades la arrestaron en relación con su Partido Comunista y otras actividades de "resistencia". La invitaron a firmar un acta inexacta de su interrogatorio inicial, que equivalía a una confesión de culpabilidad. Cuando se negó a firmar, los interrogadores de la Gestapo le informaron que sería puesta bajo "custodia protectora" ("Schutzhaft"). En primer lugar, fue llevada a la comisaría de policía de Alexanderplatz, donde fue una de las 36 mujeres recluidas en una habitación. Al cabo de un mes, acabó en la prisión de mujeres de la calle Barnim, junto con unos 200 "políticos" más. A diferencia de los identificados como "criminales", los "políticos" no fueron recluidos en régimen de aislamiento. Una aventura con una compañera de celda hizo que la detención fuera más llevadera, pero que le asignaran una celda de paredes delgadas situada junto a la sala de estar de los guardias era peligroso.
A finales de septiembre de 1933, fue liberada junto con varios otros detenidos identificados como "políticos" y trasladada al centro de Berlín, donde fue puesta bajo vigilancia de la Gestapo. Su historial político le dificultaba encontrar trabajo, pero consiguió un puesto en Siemens, donde pudo continuar con su "trabajo ilegal en el partido" dentro de la empresa.
En 1939 conoció a Else "Eddy" Klopsch, quien se convirtió en su compañera de vida. Uno de los muchos logros de Eddy fue ganarse la confianza de la madre de Radusch, quien aprobó que su hija "asentara la cabeza". Desde 1941, Hilde y Eddy regentaron un pequeño restaurante. Inicialmente, su solicitud de licencia de restaurante fue rechazada bajo la presión de las SS locales (el ala casi militar del partido nazi), que consideraban a Radusch "políticamente poco fiable", pero finalmente encontraron un local y abrieron una "tienda", registrada a nombre de Sr. Klopsch (padre de Eddy). El negocio estaba situado en el barrio berlinés de Scheunen y contenía muchos muebles adecuados para el restaurante, que habían sido abandonados por los anteriores ocupantes. Como muchos locales de ese barrio, su tienda había sido propiedad de judíos que se habían mudado. Nunca obtuvieron el permiso oficial para administrar la tienda como restaurante. Sin embargo, todas las tiendas del barrio estaban obligadas a colocar en el escaparate un cartel que decía "Prohibido a los judíos" ("Für Juden verboten!"), y en el escaparate del Sr. Klopsch, delante de este cartel, se colocó, sin explicación, un menú del restaurante. Más tarde, el restaurante se convirtió en un refugio para "ilegales" cuando la dirección clandestina del Partido Comunista reanudó el contacto con Radusch y comenzó a enviar a sus mujeres liberadas de detención para que las escondieran y las cuidaran. Radusch y Klopsch no siempre tuvieron éxito en estas difíciles tareas: no pudieron salvar a Henny Lemberg, un judío comunista confiado a su cuidado y con quien se hicieron amigos, de ser deportado a un campo de exterminio.
El intento de asesinar a Hitler el 20 de julio de 1944 fracasó en su objetivo principal, pero inquietó enormemente a los dirigentes nazis. Algunos años antes, los nazis habían elaborado una lista de políticos y activistas comunistas y socialistas de los años de Weimar que podrían ser detenidos en caso de un deterioro de la situación política interna. En 1944, la lista estaba algo desactualizada, muchos de los que figuraban en ella habían sido asesinados o habían muerto por causas naturales, pero Hilde Radusch, cuyo nombre también aparecía en la lista, estaba viva y, en ese momento, trabajaba en un banco. La redada masiva de opositores políticos se llevó a cabo durante la noche del 22 al 23 de agosto de 1944. Afortunadamente, Eddy Klopsch tenía un amigo en el servicio de policía que advirtió a las mujeres de las intenciones del gobierno y pudieron escapar a tiempo para evitar ser capturadas. Pasaron el resto de los años de la guerra escondidas en un gran cobertizo en Prieros, una aldea situada en un campo pantanoso entre Berlín y Cottbus. Este terreno lo habían comprado ellas en 1940 y lo habían utilizado en 1943 para ocultar a Erna Hackbarth, la socia de Richard Stahlmann, después de haber logrado escapar de un campo de concentración. Radusch y Klopsch tuvieron que sobrevivir allí sin cupones de racionamiento. En ocasiones, Radusch logró cambiar una sábana por algo de carne. A veces, encontraban leña para calentarse y aprendieron a preparar un sustituto del tabaco con moras. Sin embargo, cuando Berlín fue liberada por el Ejército Rojo en abril/mayo de 1945, las dos estaban muriendo de hambre.
El fin de la guerra encontró toda la zona central de Alemania como zona de ocupación soviética. Radusch se dedicó de lleno al enorme esfuerzo de reconstrucción. De junio de 1945 a febrero de 1946 trabajó en el departamento distrital "Víctimas del fascismo" del gobierno del distrito de Schöneberg, tramitando solicitudes de alimentos y ropa de emergencia. En 1946, fue co-impulsora de un proyecto de "rescate infantil" ("Rettet die Kinder"). Al mismo tiempo, al ver llegar el comunismo soviético a Alemania con el Ejército Rojo, empezó a albergar dudas sobre el Partido Comunista, que había sido el centro de su política durante más de 20 años. Ella tomó la decisión de renunciar y dio a conocer su intención. En enero de 1946, la dirección del partido local anticipó su dimisión y la expulsó, utilizando su relación lésbica para justificar la medida. La bombardearon con cartas amenazadoras y la denunciaron ante sus empleadores en el ayuntamiento. Cuando fue a ver a su jefe para aclarar el asunto, encontró un grueso expediente personal, que contenía declaraciones de tres dirigentes comunistas, que la denunciaban como lesbiana, por lo que ya no debería ocupar un cargo público. Los camaradas se salieron con la suya y, en febrero de 1946, ella perdió su trabajo. Las privaciones durante la guerra le habían pasado factura y ahora padecía artritis reumatoide. Unos años más tarde, se vio obligada a jubilarse anticipadamente, sustentada por una escasa pensión.
En 1948 se unió al Partido Socialdemócrata (SDP), ahora dentro de la zona de ocupación soviética. Su pareja Eddy, seis años menor que ella, tenía una discapacidad física antes de conocerse y su condición era suficiente para justificar una pequeña pensión de invalidez. Eddy compró una tienda de baratijas. A pesar de la mala salud que ambas padecían, la tienda las mantuvo hasta 1960, cuando Eddy murió de cáncer. El duelo golpeó duramente a Hilde Radusch.
La década de 1970 trajo una nueva ola de feminismo, y Radusch se unió a ella. Cofundó L74, un grupo berlinés de lesbianas mayores. Se convirtió en editora de Nuestro Pequeño Periódico (Unserer Kleinen Zeitung /UKZ), descrito por una fuente como el primer periódico lésbico después de la Segunda Guerra Mundial. Unos años más tarde fue cofundadora del Centro de Investigación, Educación e Información para Mujeres (Frauenforschungs-, -bildungs- und-informationszentrum / FFBIZ).
En 2012, se erigió un monumento en la esquina de Eisenacher Straße (calle Eisenach) y Winterfeldtstraße (calle Winterfeld), que consta de tres tablillas dedicadas a ella. Es el primer monumento público en Berlín que conmemora a una lesbiana víctima de la persecución nazi.